# قرار مجلس الأمن التابع للأمم المتحدة رقم 350
قرار مجلس الأمن الدولي رقم 350 اعتمد يوم 31 مايو 1974 بخصوص تأسيس قوة حفظ سلام ومراقبة الهدنة العسكرية بين سوريا وإسرائيل في أعقاب حرب 1973. في البداية كانت فترة عملها تستغرق ستة أشهر، ولكن تمت تجديد ولايتها بموجب قرارات لاحقة.
اعتمد قرار 350 بأغلبية 13 صوت مقابل لا شيء، مع عدم مشاركة الصين والعراق في التصويت.

## روابط خارجية
- تقرير الأمين العام بشأن اتفاق فض الاشتباك بين القوات السورية والإسرائيلية نسخة محفوظة 12 أبريل 2008 على موقع واي باك مشين. (S/11302/Add.1)